# Jaume Casanovas (organista)
Jaume Casanovas (s.XVIII) fou un clergue terrassenc i organista català.
El 20 d’agost de 1738 es presentà a les oposicions per a la plaça de mestre de capella i organista de la basílica de Santa Maria d’Igualada competint pel càrrec amb Josep Camins, Antoni Montells i Josep Carles, oposicions que foren invalidades ja que hom denuncià que els opositors no havien estat tancats i s'hagueren de repetir dos dies més tard. Casanovas quedà en segon lloc empatat amb Antoni Montells.
El 1739 succeí Francesc Aulet en el magisteri de l’orgue de la basílica de Santa Maria de Castelló d’Empúries, càrrec que exercí fins al seu traspàs l’any 1794. A Castelló d’Empúries obtingué els beneficis eclesiàstics de Santa Maria (1739) i Sant Domènec i Santa Coloma (1752).